# Lightstreet
Lightstreet est une census-designated place située dans le comté de Columbia, dans le Commonwealth de Pennsylvanie, aux États-Unis. Sa population s’élevait à 1 093 habitants lors du recensement de 2010.
La localité doit son nom à une rue de Baltimore.

## Source
- (en) Cet article est partiellement ou en totalité issu de l’article de Wikipédia en anglais intitulé « Lightstreet, Pennsylvania » (voir la liste des auteurs).

1. ↑  (en) « Geographic Identifiers: 2010 Census Summary File 1 (G001): Lightstreet CDP, Pennsylvania », U.S. Census Bureau, American Factfinder (consulté le 28 mai 2015).
2. ↑  - J.H. Beers, Historical and Biographical Annals of Columbia and Montour Counties, 1915 (lire en ligne)